# Tigernmas
Tigernmas ['tʴiɣʴernvas] („der Herrenmäßige“) ist in der keltischen Mythologie Irlands  eine vielschichtige Gottheit. Er führte als sagenhafter König den Bergbau („chthonische Gottheit“) in Irland ein und gilt deshalb unter anderem als Gott des Todes und des Reichtums, vergleichbar dem griechischen Hades bzw. dem römischen Pluto.

## Mythologie
Tigernmas ist nach dem Lebor Gabála Érenn („Das Buch der Landnahmen Irlands“) ein Nachkomme des Königs Éremón und damit der Milesier, nach anderer Tradition ein Angehöriger der Fomori. Wie alle Chthonischen Götter ist er als Herrscher in der Unterwelt zugleich Fruchtbarkeits- und Vatergottheit. Diese Funktionsvielfalt ist auf den Seelenwanderungsglauben der Druiden zurückzuführen, die den Tod als Beginn eines neuen Lebens ansahen.
Als Begründer des (Gold-)Bergbaus führt er nach den „Annalen der vier Meister“ gleichzeitig die Technik der Vergoldung und Versilberung von Gefäßen, aber auch das Buntfärben von Gewandstoffen ein. Die Farben der Kleider teilt er nach der gesellschaftlichen Stellung der Träger zu. Birkhan  nennt dies die Zeit einer saturnalen Prosperität.
Sein Todestag ist der Samuin, der Vorabend des 1. Novembers. Er starb in Mag Slécht (dem „Feld der Anbetung“ bei Ballymagorry, County Cavan). Vor dem dort aufgestellten Kultstandbild des Cromm Cruach zerschlugen sich seine Anhänger in einem Massenselbstmord die Schädel an Steinen. Eine mögliche Erklärung dafür ist, dass zu Samuin den Unterwelts- und Fruchtbarkeitsgottheiten zwei Drittel aller Erstgeborenen, allen Weizens und aller Milch zu opfern war.